# Commonwealth Games 2018/Badminton
Bei den Commonwealth Games 2018 in Gold Coast, Australien, fanden vom 5. bis 15. April 2018 im Badminton sechs Wettbewerbe statt. Austragungsort war das Gold Coast Sports and Leisure Centre.

## Wettbewerbe und Zeitplan
Insgesamt sechs Wettbewerbe wurden im Rahmen der Spiele im Badminton ausgetragen. Dazu zählten die jeweiligen Einzel- und Doppelkonkurrenzen der Damen und Herren sowie das Mixed und ein Mannschaftswettbewerb. Der Mannschaftswettbewerb begann am 5. April, das Finale fand am 9. April statt. Sämtliche übrigen Wettbewerbe wurden vom 10. bis 15. April ausgetragen.
| V | Vorrunde | ¼ | Viertelfinale | ½ | Halbfinale | B | Spiel um Bronze | F | Finale |

| Datum → Wettbewerb ↓ | Do. 5. | Do. 5. | Fr. 6. | Fr. 6. | Sa. 7. | Sa. 7. | So. 8. | So. 8. | Mo. 9. | Mo. 9. | Di. 10. | Di. 10. | Mi. 11. | Mi. 11. | Do. 12. | Do. 12. | Fr. 13. | Fr. 13. | Sa. 14. | Sa. 14. | So. 15. | So. 15. |
| -------------------- | ------ | ------ | ------ | ------ | ------ | ------ | ------ | ------ | ------ | ------ | ------- | ------- | ------- | ------- | ------- | ------- | ------- | ------- | ------- | ------- | ------- | ------- |
| Herreneinzel         |        |        |        |        |        |        |        |        |        |        | V       | V       | V       | V       | V       | V       | ¼       | ¼       | ½       | B       | F       | F       |
| Herrendoppel         |        |        |        |        |        |        |        |        |        |        | V       | V       | V       | V       | V       | V       | ¼       | ¼       | ½       | B       | F       | F       |
| Dameneinzel          |        |        |        |        |        |        |        |        |        |        | V       | V       | V       | V       | V       | V       | ¼       | ¼       | ½       | B       | F       | F       |
| Damendoppel          |        |        |        |        |        |        |        |        |        |        | V       | V       | V       | V       | V       | V       | ¼       | ¼       | ½       | B       | F       | F       |
| Mixed                |        |        |        |        |        |        |        |        |        |        | V       | V       | V       | V       | V       | V       | ¼       | ¼       | ½       | B       | F       | F       |
| Mannschaft           | V      | V      | V      | V      | ¼      | ¼      | ½      | ½      | B      | F      |         |         |         |         |         |         |         |         |         |         |         |         |

## Medaillengewinner
| Disziplin    | Gold | Silber | Bronze |
| ------------ | --- | --- | --- |
| Herreneinzel | Lee Chong Wei | Srikanth Kidambi | Rajiv Ouseph |
| Dameneinzel  | Saina Nehwal | P. V. Sindhu | Kirsty Gilmour |
| Herrendoppel | Marcus Ellis Chris Langridge | Satwiksairaj Rankireddy Chirag Shetty | Goh V Shem Tan Wee Kiong |
| Damendoppel  | Vivian Hoo Kah Mun Chow Mei Kuan | Sarah Walker Lauren Smith | Siki Reddy Ashwini Ponnappa |
| Mixed        | Chris Adcock Gabrielle Adcock | Marcus Ellis Lauren Smith | Chan Peng Soon Goh Liu Ying |
| Mannschaft   | Indien Srikanth Kidambi Saina Nehwal Satwiksairaj Rankireddy Ashwini Ponnappa Pranav Chopra Chirag Shetty Siki Reddy Ruthvika Shivani P. V. Sindhu H. S. Prannoy | Malaysia Chan Peng Soon Sonia Cheah Su Ya Chow Mei Kuan Goh Liu Ying Goh Soon Huat Goh V Shem Vivian Hoo Kah Mun Shevon Jemie Lai Lee Chong Wei Tan Wee Kiong | England Chris Adcock Gabrielle Adcock Chloe Birch Marcus Ellis Ben Lane Chris Langridge Rajiv Ouseph Jessica Pugh Lauren Smith Sarah Walker |

## Medaillenspiegel
| Platz | Land       | Gold | Silber | Bronze | Gesamt |
| ----- | ---------- | ---- | ------ | ------ | ------ |
| 1     | Indien     | 2    | 3      | 1      | 6      |
| 2     | England    | 2    | 2      | 2      | 6      |
| 3     | Malaysia   | 2    | 1      | 2      | 5      |
| 4     | Schottland | —    | —      | 1      | 1      |